# Ferdinand Udvardy
Ferdinand Udvardy, avstro-ogrski podčastnik, vojaški pilot in letalski as, * 1895, Pozsony.
Stabsfeldwebel Udvardy je v svoji vojaški službi dosegel 9 zračnih zmag.

## Življenjepis
Med prvo svetovno vojno je bil pripadnik Flik 42J.

## Odlikovanja
- medalja za hrabrost (2x zlata in 3x srebra)